# محمية المنتزه الوطني ناهاني
محمية المنتزه الوطني ناهاني هي محمية تابعة لكندا. مساحتها 4 766 km².